# Stenskärsfjärden
Stenskärsfjärden är en fjärd i Finland. Den ligger i kommunen Malax i landskapet Österbotten, i den västra delen av landet, 400 km nordväst om huvudstaden Helsingfors.
Stenskärsfjärden avgränsas av fastlandet i söder och öster, av Söderskäret och Norrskäret i väster samt av Stenskäret och Östra Granören i norr. I det sydöstra hörnet av fjärden mynnar Malax å ut i havet vid Åminne.